# Sâncraiu de Mureș, Mureș
Sâncraiu de Mureș (în maghiară Marosszentkirály, în germană Königsdorf, Weichseldorf) este satul de reședință al comunei cu același nume din județul Mureș, Transilvania, România.

## Istoric
Pe teritoriul localității se află o așezare neolitică pe dealul fostului sat Cornățel. Cultura vestigiului nu a fost încă descoperită fiind încă neprecizată.
S-a descoperit și o așezare fortificată din epoca bronzului.
O așezare din epoca medievală timpurie (sec. XII - XIII d.Hr.) este de asemenea prezentă pe teritoriul localității.
O locuință civilă din epoca medievală timpurie (sec. XII - XIII d.Hr.) se află lângă biserica din sat.
Satul Sâncraiu de Mureș este atestat documentar în anul 1293 cu numele de Sancto Rege, nume pe care îl poartă și în anii 1332, 1334 și 1335. La 1339 este menționat ca Zentkyral iar în 1350 ca Szekelyhaza.
În 1339 este amintit un anume Petru de Zenthkyral.
Localitatea este menționată în 1345 cu numele de Zenthkyral.
Pe teritoriul satului se mai găsește și o mănăstire paulină din epoca medievală.
Din 1687, localitatea poartă numele de Sâncraiu de Mureș.
Pe Harta Iosefină a Transilvaniei din 1769-1773 (Sectio 128), localitatea a apărut sub numele de „Szent Kiraly”.

## Localizare
Localitatea este situată pe râul Mureș, la vest de Târgu Mureș.

## Obiective turistice
- Biserica reformată-calvină, din secolul al XII-lea.
- Biserica romano-catolică, din secolul al XV-lea.
- Biserica ortodoxă veche din satul Nazna
- Monumentul eroilor din satul Nazna
- Oldtimer Tractor Museum
- Complex turistic Darina

## Imagini

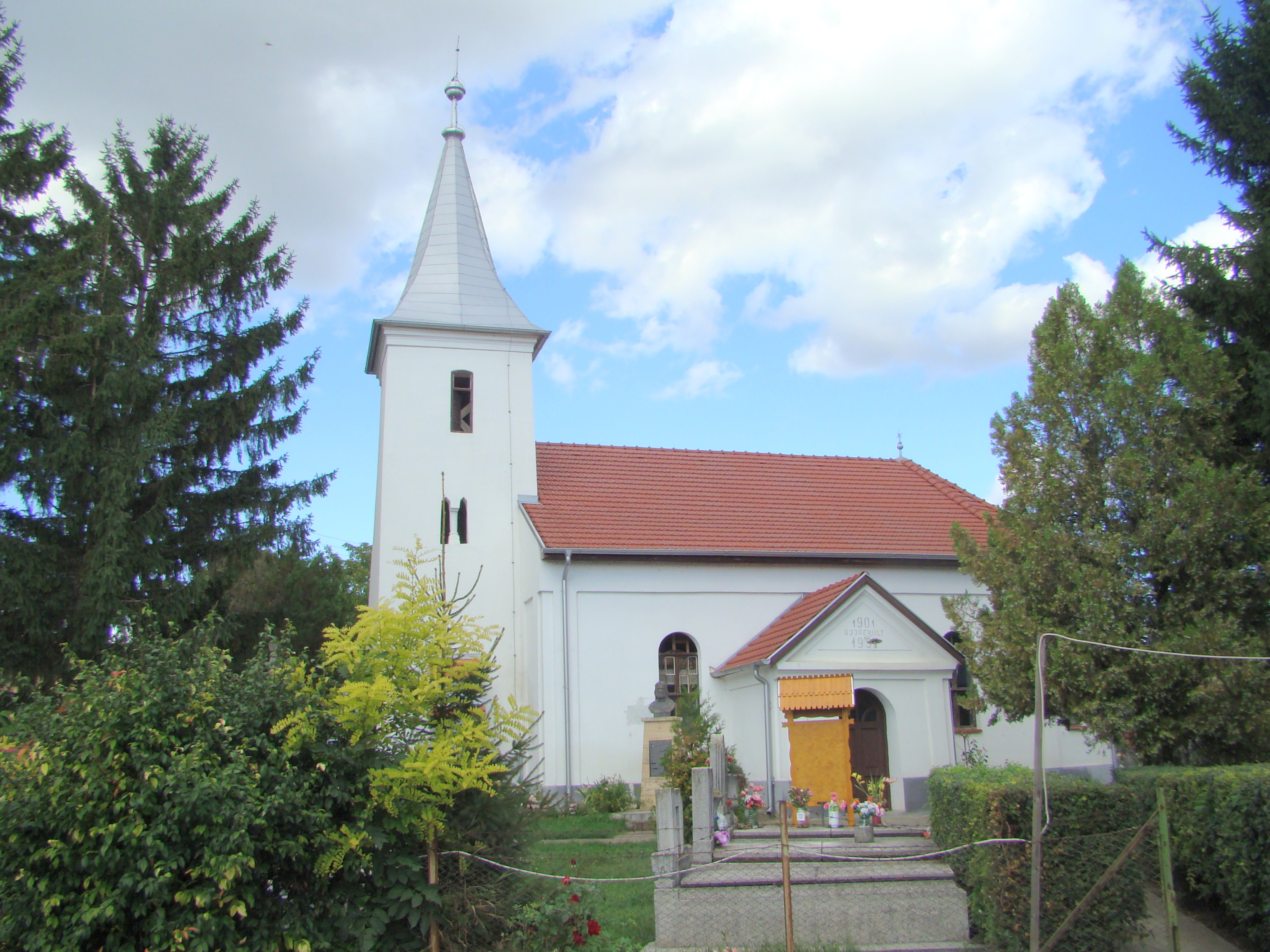
Biserica reformată (secolul XIII)
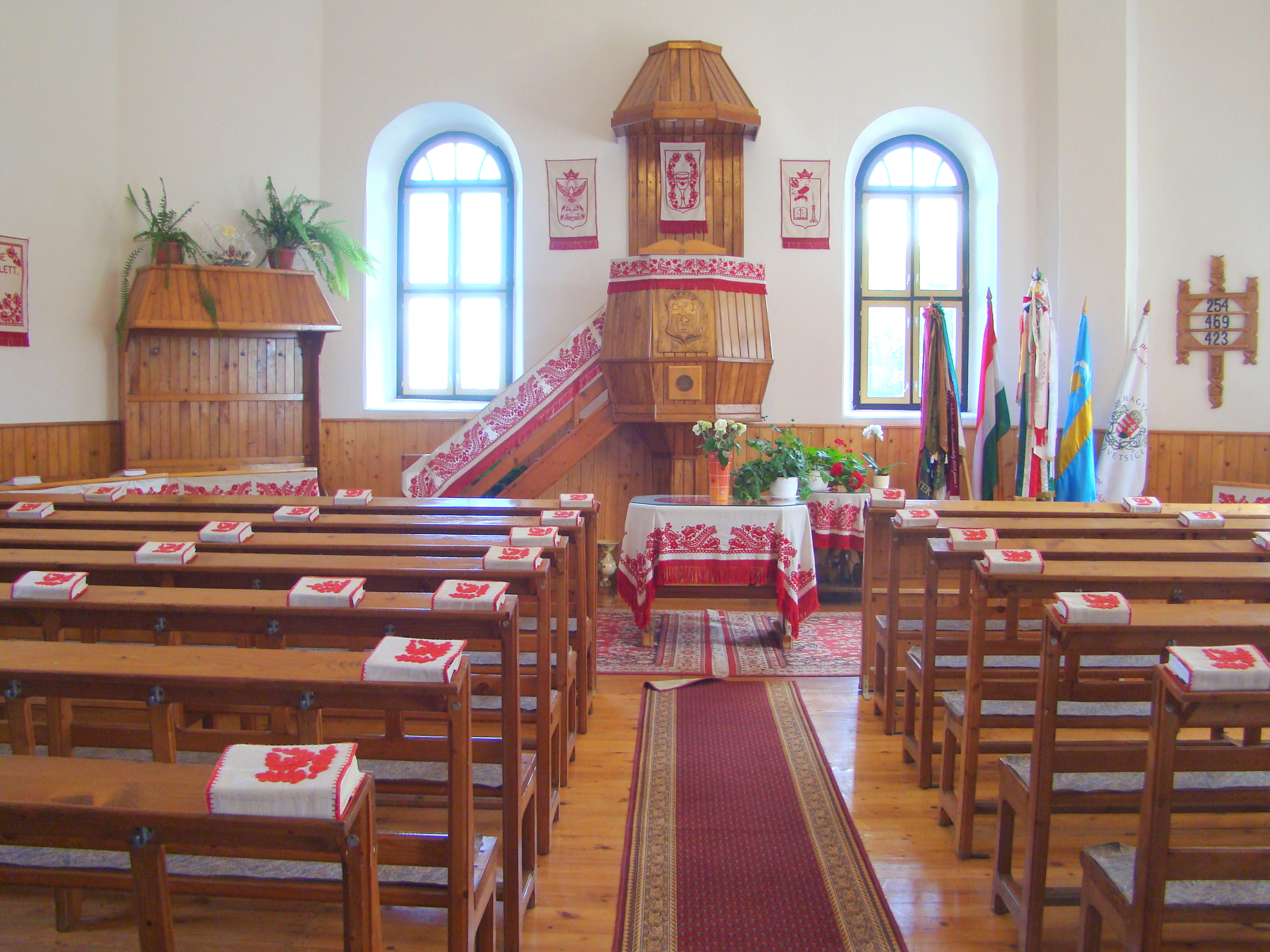
Biserica reformată (monument istoric)
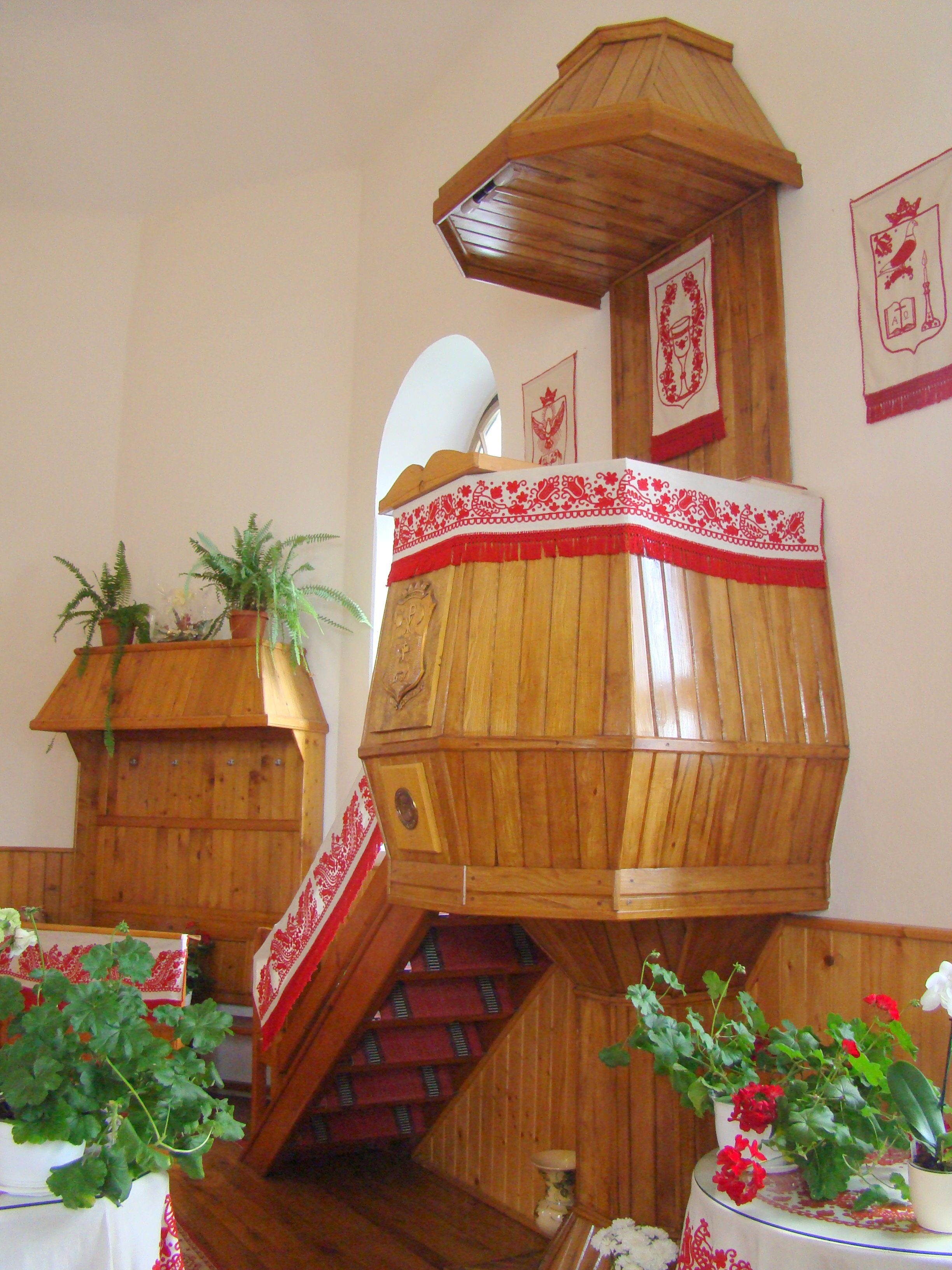
Amvonul
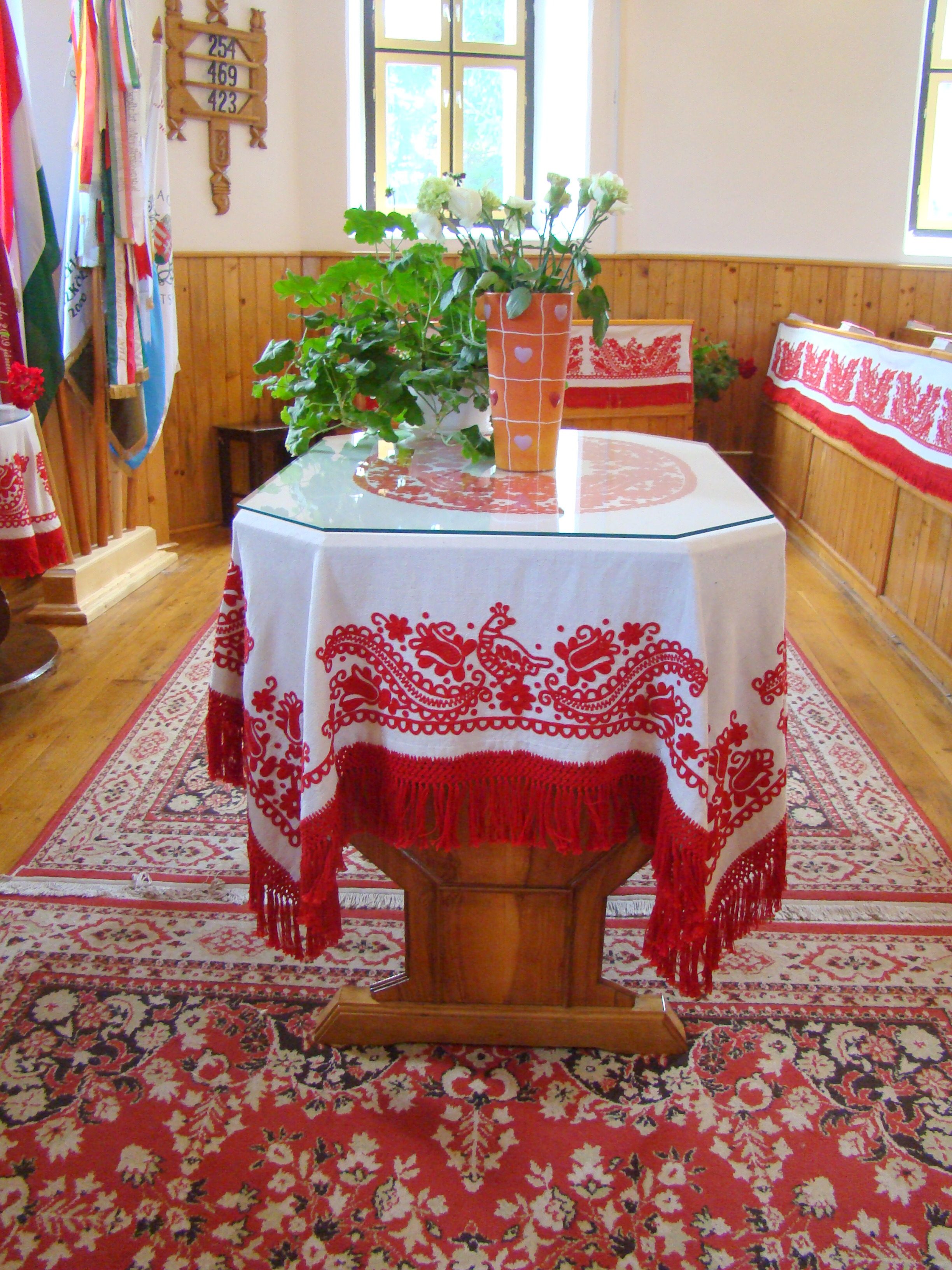
Masa Domnului